# Светско првенство у хокеју на леду 2019 — Дивизија II
Светско првенство дивизије II у хокеју на леду за 2019, у организацији Међународне хокејашке федерације, деветнаесто је по реду такмичење за титулу светског првака у трећем квалитетном рангу светског репрезентативног хокеја. Такмичење, на ком је учествовало укупно 12 селекција подељених у две квалитетне групе, одржавало се од 9. до 27. априла у Београду који је био домаћин групе А и Мексико Ситију где се играла група Б.
Репрезентација Србије освојила је прво место на турниру групе А и тако се пласирала у прву дивизију, док је селекција Израела била најбоља у групи Б. Из групе А испала је селекција Белгије, док је најслабија званично била селекција Северне Кореје која је испала у трећу дивизију.

## Учесници
На првенству је учествуовало укупно 12 националних селекција подељених у две квалитене групе са по 6 екипа. Половина учесника је из Европе, 5 екипа је из Азије и Океаније, а једна из Северне Америке.
Новајлије на првенству су селекције Хрватске која је годину дана раније испала из прве дивизије и Грузија која је 2018. била најбоља у трећој дивизији.
| Репрезентација | Резултат у 2018. години         |
| -------------- | ------------------------------- |
| Хрватска       | 6. место у Дивизији I, група Б  |
| Аустралија     | 2. место у Дивизији II, група А |
| Србија         | 3. место у Дивизији II, група А |
| Кина           | 4. место у Дивизији II, група А |
| Белгија        | 5. место у Дивизији II, група А |
| Шпанија        | 1. место у Дивизији II, група Б |

| Репрезентација | Резултат у 2018. години         |
| -------------- | ------------------------------- |
| Исланд         | 6. место у Дивизији II, група А |
| Нови Зеланд    | 2. место у Дивизији II, група Б |
| Израел         | 3. место у Дивизији II, група Б |
| Северна Кореја | 4. место у Дивизији II, група Б |
| Мексико        | 5. место у Дивизији II, група Б |
| Грузија        | Победник Дивизије III           |

## Домаћини турнира
Одлуке о домаћину турнира треће дивизије за 2019. донесене су на састанку Извршног одбора ИИХФ-а у Копенхагену 20. маја 2018. године. 
| Група А                                | Светско првенство треће дивизије | Група Б                                        |
| Београд (Србија)                       | БеоградМексико Сити              | Мексико Сити (Мексико)                         |
| Ледена дворана Пионир Капацитет: 2.000 | БеоградМексико Сити              | Клизалиште у шопинг молу Санта Фе Капацитет: — |
|                                        | БеоградМексико Сити              |                                                |

## Турнир групе А
Првенство групе А друге дивизије у хокеју на леду играло се од 9. до 15. априла 2019. у Београду, главном граду Србије. Све утакмице су се играле на леду Ледене дворане Пионир капацитета око 2.000 места. На турниру је учествовало укупно 6 репрезентација, 4 из Европе и по једна из Азије и Океаније, играло се по једнокружном бод систему свако са сваким у пет кола, а победник турнира остварио је палсман у виши ранг такмичења за наредну годину.
Прво место и пласман у виши ранг такмичења освојила је селекција Србије којој је то тек друга титула у овом рангу такмичења у историји, друга је била селекција Хрватске, а трећа Аустралија. Селекција Белгије је такмичење завршила на последњем месту са два освојена бода, те ће се наредне године такмичити у групи Б друге дивизије. На укупно 15 одиграних утакмица постигнута су 92 гола или 6,13 голова по утакмици, док је све мечеве уживо пратило 4.536 гледалаца или 302 гледаоца по утакмици у просеку.
Најефикаснији играч турнира био је нападач селекције Белгије Брајан Колодзјејчик са 9 индексних поена (2 гола и 7 асистенија), док је за најбољег голмана проглашен репрезентативац Хрватске Вилим Росандић.

### Судије
ИИХФ је званичан списак судија за турнир објавио 5. априла 2019. године, а на списку су се налазила 4 главна и 7 помоћних (линијских) судија.
| Главне судије                                                            | Помоћне судије |
| ------------------------------------------------------------------------ | --- |
| - Кристоф Штернат - Мирослав Јарец - Јевгениј Гришкевич - Рамон Стеркенс | \| - Данијел Бересфорд - Џејмс Каванаг - Кенсуке Каназава - Ховар Дал \| - Тибор Фазекаш - Иван Недељковић - Давид Пердув \| |
| - Данијел Бересфорд - Џејмс Каванаг - Кенсуке Каназава - Ховар Дал       | - Тибор Фазекаш - Иван Недељковић - Давид Пердув                                                                             |

### Резултати и табела
|  | Пласман на СП 2020, дивизија I − група Б |
|  | Испали на СП 2020, дивизија II, група Б  |

| #          | Репрезентација | Ут | П | Ппр | Ипр | И | ГД | ГП | ГР  | Бод |
| ---------- | -------------- | -- | - | --- | --- | - | -- | -- | --- | --- |
| 1. (29/52) | Србија         | 5  | 3 | 1   | 0   | 1 | 20 | 14 | +6  | 11  |
| 2. (30/52) | Хрватска       | 5  | 3 | 1   | 0   | 1 | 19 | 9  | +10 | 11  |
| 3. (31/52) | Аустралија     | 5  | 3 | 0   | 1   | 1 | 14 | 10 | +4  | 10  |
| 4. (32/52) | Шпанија        | 5  | 2 | 0   | 2   | 1 | 14 | 16 | −2  | 8   |
| 5. (33/52) | Кина           | 5  | 1 | 0   | 0   | 4 | 14 | 21 | −7  | 3   |
| 6. (34/52) | Белгија        | 5  | 0 | 1   | 0   | 4 | 11 | 22 | −11 | 2   |

| 9. април 2019. 13:00 | Шпанија | 5 : 3 2:1, 1:1, 2:1 | Кина | Ледена дворана Пионир, Београд Посетилаца: 68 |

| Извор | Извор                           | Извор                                                       | Извор       | Извор                                                                |
| --- | ------------------------------- | ----------------------------------------------------------- | ----------- | -------------------------------------------------------------------- |
| | Андер Алкаин                    | Голмани                                                     | Хан Пенгфеј | Судије Кристоф Штернат Линијске судије Кенсуке Каназава Давид Пердув |
| Алехандро Карбонел − 06:38 − Патрик Фуентес − 16:27 − Иманол Ласуен − 27:35 − Бруно Балдрис − 53:50 Ориол Рубио − 59:16 | 1:0 1:1 2:1 2:2 3:2 3:3 4:3 5:3 | − 08:48 − Ли Ханг − 20:41 − Јанг Минџи − 43:16 − Џанг Хао − |             | Судије Кристоф Штернат Линијске судије Кенсуке Каназава Давид Пердув |
| 4 мин | Искључења                       | 10 мин                                                      |             | Судије Кристоф Штернат Линијске судије Кенсуке Каназава Давид Пердув |
| 34 | Шутеви на гол                   | 24                                                          |             | Судије Кристоф Штернат Линијске судије Кенсуке Каназава Давид Пердув |

| 9. април 2019. 16:30 | Аустралија | 3 : 4 (про) 3:0, 0:2, 0:1; 0:1 | Белгија | Ледена дворана Пионир, Београд Посетилаца: 38 |

| Извор                                                            | Извор                       | Извор                                                                                 | Извор        | Извор                                                               |
| ---------------------------------------------------------------- | --------------------------- | ------------------------------------------------------------------------------------- | ------------ | ------------------------------------------------------------------- |
|                                                                  | Ентони Кимлин               | Голмани                                                                               | Вутер Петерс | Судије Мирослав Јарец Линијске судије Тибор Фазекаш Иван Недељковић |
| Јозеф Резек − 01:31 Роберт Малој − 02:58 Тајлер Кубара − 07:17 − | 1:0 2:0 3:0 3:1 3:2 3:3 3:4 | − 30:13 − Тон де Шепер 31:00 − Сем Верелст 40:26 − Сем Верелст 62:56 − Оливер де Крок |              | Судије Мирослав Јарец Линијске судије Тибор Фазекаш Иван Недељковић |
| 10 мин                                                           | Искључења                   | 4 мин                                                                                 |              | Судије Мирослав Јарец Линијске судије Тибор Фазекаш Иван Недељковић |
| 32                                                               | Шутеви на гол               | 37                                                                                    |              | Судије Мирослав Јарец Линијске судије Тибор Фазекаш Иван Недељковић |

| 9. април 2019. 20:00 | Србија | 3 : 1 1:1, 1:0, 1:0 | Хрватска | Ледена дворана Пионир, Београд Посетилаца: 1.126 |

| Извор                                                                  | Извор             | Извор                     | Извор          | Извор                                                                     |
| ---------------------------------------------------------------------- | ----------------- | ------------------------- | -------------- | ------------------------------------------------------------------------- |
|                                                                        | Арсеније Ранковић | Голмани                   | Вилим Росандић | Судије Јевгениј Гришкевич Линијске судије Данијел Бересфорд Џејмс Каванаг |
| Марко Сретовић − 13:47 − Павел Поправка − 30:07 Алекса Луковић − 59:23 | 1:0 1:1 2:1 3:1   | − 16:41 − Иван Јанковић − |                | Судије Јевгениј Гришкевич Линијске судије Данијел Бересфорд Џејмс Каванаг |
| 16 мин                                                                 | Искључења         | 18 мин                    |                | Судије Јевгениј Гришкевич Линијске судије Данијел Бересфорд Џејмс Каванаг |
| 37                                                                     | Шутеви на гол     | 30                        |                | Судије Јевгениј Гришкевич Линијске судије Данијел Бересфорд Џејмс Каванаг |

| 10. април 2019. 13:00 | Белгија | 2 : 4 0:2, 1:0, 1:2 | Шпанија | Ледена дворана Пионир, Београд Посетилаца: 20 |

| Извор                                                 | Извор                   | Извор                                                                                          | Извор        | Извор                                                                     |
| ----------------------------------------------------- | ----------------------- | ---------------------------------------------------------------------------------------------- | ------------ | ------------------------------------------------------------------------- |
|                                                       | Вутер Петерс            | Голмани                                                                                        | Андер Алкаин | Судије Јевгениј Гришкевич Линијске судије Данијел Бересфорд Тибор Фазекаш |
| − Сам Верелст − 20:38 − Брајан Колодзјејчик − 43:30 − | 0:1 0:2 1:2 1:3 2:3 2:4 | 02:51 − Игнасио Гранел 13:02 − Патрик Фуентес − 41:17 − Ориол Рубио − 43:39 − Алехандро Бургос |              | Судије Јевгениј Гришкевич Линијске судије Данијел Бересфорд Тибор Фазекаш |
| 26 мин                                                | Искључења               | 10 мин                                                                                         |              | Судије Јевгениј Гришкевич Линијске судије Данијел Бересфорд Тибор Фазекаш |
| 24                                                    | Шутеви на гол           | 45                                                                                             |              | Судије Јевгениј Гришкевич Линијске судије Данијел Бересфорд Тибор Фазекаш |

| 10. април 2019. 16:30 | Хрватска | 7 : 0 2:0, 3:0, 2:0 | Кина | Ледена дворана Пионир, Београд Посетилаца: 42 |

| Извор | Извор                       | Извор   | Извор      | Извор                                                            |
| --- | --------------------------- | ------- | ---------- | ---------------------------------------------------------------- |
| | Вилим Росандић              | Голмани | Суен Зехао | Судије Рамон Стеркенс Линијске судије Џејмс Каванаг Давид Пердув |
| Шаоне Морисон − 09:20 Иван Јанковић − 10:26 Марко Шакић − 22:22 Тадија Мирић − 37:22 Марко Шакић − 39:39 Марио Новак − 50:52 Доминик Канает − 56:53 | 1:0 2:0 3:0 4:0 5:0 6:0 7:0 | −       |            | Судије Рамон Стеркенс Линијске судије Џејмс Каванаг Давид Пердув |
| 6 мин | Искључења                   | 68 мин  |            | Судије Рамон Стеркенс Линијске судије Џејмс Каванаг Давид Пердув |
| 48 | Шутеви на гол               | 19      |            | Судије Рамон Стеркенс Линијске судије Џејмс Каванаг Давид Пердув |

| 10. април 2019. 20:00 | Аустралија | 3 : 2 2:1, 1:0, 0:1 | Србија | Ледена дворана Пионир, Београд Посетилаца: 653 |

| Извор                                                                   | Извор               | Извор                                           | Извор             | Извор                                                            |
| ----------------------------------------------------------------------- | ------------------- | ----------------------------------------------- | ----------------- | ---------------------------------------------------------------- |
|                                                                         | Ентони Кимлин       | Голмани                                         | Арсеније Ранковић | Судије Мирослав Јарец Линијске судије Хавар Дал Кенсуке Каназава |
| − Метју Армстронг − 10:59 Вадим Вирјасов − 14:44 Џејми Вудман − 26:29 − | 0:1 1:1 2:1 3:1 3:2 | 03:17 − Мићо Драгутиновић − 45:57 − Мирко Ђумић |                   | Судије Мирослав Јарец Линијске судије Хавар Дал Кенсуке Каназава |
| 29 мин                                                                  | Искључења           | 4 мин                                           |                   | Судије Мирослав Јарец Линијске судије Хавар Дал Кенсуке Каназава |
| 26                                                                      | Шутеви на гол       | 34                                              |                   | Судије Мирослав Јарец Линијске судије Хавар Дал Кенсуке Каназава |

| 12. април 2019. 13:00 | Хрватска | 5 : 2 2:0, 1:2, 2:0 | Белгија | Ледена дворана Пионир, Београд Посетилаца: 53 |

| Извор | Извор                       | Извор                                           | Извор        | Извор                                                              |
| --- | --------------------------- | ----------------------------------------------- | ------------ | ------------------------------------------------------------------ |
| | Вилим Росандић              | Голмани                                         | Вутер Петерс | Судије Мирослав Јарец Линијске судије Иван Недељковић Давид Пердув |
| Лука Микулић − 04:19 Лука Јарчов − 04:53 − Доминик Канает − 31:38 − Иван Јанковић − 57:11 Марко Шакић − 59:00 | 1:0 2:0 2:1 3:1 3:2 4:2 5:2 | − 27:36 − Сам Верелст − 38:22 − Жордан Паулус − |              | Судије Мирослав Јарец Линијске судије Иван Недељковић Давид Пердув |
| 6 мин | Искључења                   | 10 мин                                          |              | Судије Мирослав Јарец Линијске судије Иван Недељковић Давид Пердув |
| 38 | Шутеви на гол               | 26                                              |              | Судије Мирослав Јарец Линијске судије Иван Недељковић Давид Пердув |

| 12. април 2019. 16:30 | Аустралија | 4 : 0 1:0, 2:0, 1:0 | Шпанија | Ледена дворана Пионир, Београд Посетилаца: 67 |

| Извор                                                                                 | Извор           | Извор   | Извор        | Извор                                                                    |
| ------------------------------------------------------------------------------------- | --------------- | ------- | ------------ | ------------------------------------------------------------------------ |
|                                                                                       | Ентони Кимлин   | Голмани | Андер Алкаин | Судије Рамон Стеркенс Линијске судије Данијел Бересфорд Кенсуке Каназава |
| Вехиб Дарџ − 13:01 Џејсон Баклиг − 25:24 Метју Линдсеј − 39:09 Вадим Вирјасов − 55:50 | 1:0 2:0 3:0 4:0 | −       |              | Судије Рамон Стеркенс Линијске судије Данијел Бересфорд Кенсуке Каназава |
| 8 мин                                                                                 | Искључења       | 14 мин  |              | Судије Рамон Стеркенс Линијске судије Данијел Бересфорд Кенсуке Каназава |
| 26                                                                                    | Шутеви на гол   | 37      |              | Судије Рамон Стеркенс Линијске судије Данијел Бересфорд Кенсуке Каназава |

| 12. април 2019. 20:00 | Србија | 6 : 5 1:2, 1:3, 4:0 | Кина | Ледена дворана Пионир, Београд Посетилаца: 536 |

| Извор | Извор                                       | Извор                                                                                               | Извор       | Извор                                                          |
| --- | ------------------------------------------- | --------------------------------------------------------------------------------------------------- | ----------- | -------------------------------------------------------------- |
| | Арсеније Ранковић Југ Митић                 | Голмани                                                                                             | Хан Пенгфеј | Судије Кристоф Штернат Линијске судије Хавар Дал Џејмс Каванаг |
| − Лазар Лестарић − 17:42 Павле Подунавац − 22:55 − Доминик Црногорац − 49:04 Роберт Сабадош − 51:33 Алекса Луковић − 58:24 Виктор Кастел − 59:46 | 0:1 0:2 1:2 2:2 2:3 2:4 2:5 3:5 4:5 5:5 6:5 | 10:36 − Ли Ханг 16:15 − Хванг Ђанћи − 26:36 − Јанг Минџи 36:54 − Чен Цименг 38:11 − Сја Тјансјанг − |             | Судије Кристоф Штернат Линијске судије Хавар Дал Џејмс Каванаг |
| 6 мин | Искључења                                   | 14 мин                                                                                              |             | Судије Кристоф Штернат Линијске судије Хавар Дал Џејмс Каванаг |
| 44 | Шутеви на гол                               | 28                                                                                                  |             | Судије Кристоф Штернат Линијске судије Хавар Дал Џејмс Каванаг |

| 13. април 2019. 13:00 | Кина | 2 : 3 0:0, 2:1, 0:2 | Аустралија | Ледена дворана Пионир, Београд Посетилаца: 62 |

| Извор                                    | Извор               | Извор                                                          | Извор         | Извор                                                                |
| ---------------------------------------- | ------------------- | -------------------------------------------------------------- | ------------- | -------------------------------------------------------------------- |
|                                          | Суен Зехао          | Голмани                                                        | Ентони Кимлин | Судије Роман Стеркенс Линијске судије Тибор Фазекаш Кензуке Наказава |
| Чен Линг − 25:27 − Џанг Зесенг − 30:43 − | 1:0 1:1 2:1 2:2 2:3 | − 25:51 − Вехиб Дарџ − 51:16 − Јозеф Резек 57:42 − Јозеф Резек |               | Судије Роман Стеркенс Линијске судије Тибор Фазекаш Кензуке Наказава |
| 18 мин                                   | Искључења           | 4 мин                                                          |               | Судије Роман Стеркенс Линијске судије Тибор Фазекаш Кензуке Наказава |
| 25                                       | Шутеви на гол       | 45                                                             |               | Судије Роман Стеркенс Линијске судије Тибор Фазекаш Кензуке Наказава |

| 13. април 2019. 16:30 | Шпанија | 3 : 4 (пен) 1:0, 1:2, 1:0 | Хрватска | Ледена дворана Пионир, Београд Посетилаца: 73 |

| Извор | Извор                          | Извор | Извор          | Извор                                                            |
| --- | ------------------------------ | --- | -------------- | ---------------------------------------------------------------- |
| | Андер Алкаин                   | Голмани | Вилим Росандић | Судије Кристоф Штернат Линијске судије Хавар Дал Иван Недељковић |
| Алехандро Бургос − 19:29 Бруно Балдрис − 24:54 − Гастон Гонзалес − 57:14 Алехандро Бургос Ориол Рубио Ориол Боронат [Патрик Фуентес Пабло Пантоха | 1:0 2:0 2:1 2:2 2:3 3:3 Пенали | − 28:26 − Домен Ведлин 37:20 − Доминик Рене Чалић 44:20 − Марко Шакић − Иван Јанковић Томислав Заношки Тадија Мирић Марко Шакић |                | Судије Кристоф Штернат Линијске судије Хавар Дал Иван Недељковић |
| 4 мин | Искључења                      | 8 мин |                | Судије Кристоф Штернат Линијске судије Хавар Дал Иван Недељковић |
| 26 | Шутеви на гол                  | 29 |                | Судије Кристоф Штернат Линијске судије Хавар Дал Иван Недељковић |

| 13. април 2019. 20:00 | Белгија | 3 : 6 1:2, 0:2, 2:2 | Србија | Ледена дворана Пионир, Београд Посетилаца: 417 |

| Извор                                                                   | Извор                               | Извор | Извор             | Извор                                                                     |
| ----------------------------------------------------------------------- | ----------------------------------- | --- | ----------------- | ------------------------------------------------------------------------- |
|                                                                         | Вутер Петерс                        | Голмани | Арсеније Ранковић | Судије Јевгениј Гришкевич Линијске судије Данијел Бересфорд Џејмс Каванаг |
| − Бен Кулен − 08:55 − Брајан Колодзјејчик − 44:23 Франк Невен − 45:43 − | 0:1 0:2 1:2 1:3 1:4 1:5 2:5 3:5 3:6 | 04:40 − Марко Драговић 07:52 − Стефан Бошковић − 22:29 − Марко Сретовић 33:42 − Марко Бркушанин 41:10 − Марко Сретовић − 57:06 − Стефан Бошковић |                   | Судије Јевгениј Гришкевич Линијске судије Данијел Бересфорд Џејмс Каванаг |
| 18 мин                                                                  | Искључења                           | 35 мин |                   | Судије Јевгениј Гришкевич Линијске судије Данијел Бересфорд Џејмс Каванаг |
| 30                                                                      | Шутеви на гол                       | 38 |                   | Судије Јевгениј Гришкевич Линијске судије Данијел Бересфорд Џејмс Каванаг |

| 15. април 2019. 13:30 | Хрватска | 2 : 1 1:0, 1:1, 0:0 | Аустралија | Ледена дворана Пионир, Београд Посетилаца: 79 |

| Извор                                          | Извор          | Извор                   | Извор         | Извор                                                            |
| ---------------------------------------------- | -------------- | ----------------------- | ------------- | ---------------------------------------------------------------- |
|                                                | Вилим Росандић | Голмани                 | Ентони Кимлин | Судије Рамон Стеркенс Линијске судије Џејмс Каванаг Давид Пердув |
| Шаоне Морисон − 00:31 − Доминик Канает − 38:13 | 1:0 1:1 2:1    | − 32:20 − Јозеф Резек − |               | Судије Рамон Стеркенс Линијске судије Џејмс Каванаг Давид Пердув |
| 34 мин                                         | Искључења      | 8 мин                   |               | Судије Рамон Стеркенс Линијске судије Џејмс Каванаг Давид Пердув |
| 45                                             | Шутеви на гол  | 39                      |               | Судије Рамон Стеркенс Линијске судије Џејмс Каванаг Давид Пердув |

| 15. април 2019. 16:30 | Кина | 4 : 0 1:0, 2:0, 1:0 | Белгија | Ледена дворана Пионир, Београд Посетилаца: 26 |

| Извор                                                                     | Извор           | Извор   | Извор                           | Извор                                                                |
| ------------------------------------------------------------------------- | --------------- | ------- | ------------------------------- | -------------------------------------------------------------------- |
|                                                                           | Суен Зехао      | Голмани | Вутер Петерс Сисе Ван дер Вејде | Судије Мирослав Јарец Линијске судије Тибор Фазекаш Кенсуке Каназава |
| Џанг Зесен − 04:08 Јинг Руди − 34:42 Џанг Зесен − 37:35 Џанг Ченг − 53:03 | 1:0 2:0 3:0 4:0 | −       |                                 | Судије Мирослав Јарец Линијске судије Тибор Фазекаш Кенсуке Каназава |
| 39 мин                                                                    | Искључења       | 53 мин  |                                 | Судије Мирослав Јарец Линијске судије Тибор Фазекаш Кенсуке Каназава |
| 25                                                                        | Шутеви на гол   | 34      |                                 | Судије Мирослав Јарец Линијске судије Тибор Фазекаш Кенсуке Каназава |

| 15. април 2019. 20:00 | Србија | 3 : 2 (пен) 1:0, 0:1, 1:1 | Шпанија | Ледена дворана Пионир, Београд Посетилаца: 1.276 |

| Извор | Извор                  | Извор | Извор        | Извор                                                              |
| --- | ---------------------- | --- | ------------ | ------------------------------------------------------------------ |
| | Арсеније Ранковић      | Голмани | Андер Алкаин | Судије Кристоф Штернат Линијске судије Данијел Бересфорд Хавар Дал |
| Алекса Луковић − 04:10 − Стефан Бошковић − 59:32 Никола Керезовић Мирко Ђумић Павел Поправка Марко Сретовић Марко Бркушанин | 1:0 1:1 1:2 2:2 Пенали | − 26:03 − Гастон Гонзалес 46:34 − Ориол Рубио − Пабло Пантоха Ориол Рубио Ориол Боронат Гастон Гонзалес Адријан Убијето |              | Судије Кристоф Штернат Линијске судије Данијел Бересфорд Хавар Дал |
| 6 мин | Искључења              | 4 мин |              | Судије Кристоф Штернат Линијске судије Данијел Бересфорд Хавар Дал |
| 42 | Шутеви на гол          | 31 |              | Судије Кристоф Штернат Линијске судије Данијел Бересфорд Хавар Дал |

Напомена: Сатница свих утакмица је по локалном времену -UTC+2}-